# Gaute Galle
Gaute Galle, död omkring 1553, var en norsk adelsman. Han var bror till Olav Galle.
Gaute Galle understödde sin broders länspolitik. 1531 hjälpte han Kristian II men bytte parti efter dennes fängslande och förblev i övrigt lojal mot kronan.